# Oberstes Rückerstattungsgericht für Berlin
Das Oberste Rückerstattungsgericht für Berlin (englisch: Supreme Restitution Court for Berlin; französisch: Cour Surprême des Restitutions pour Berlin) war ein spezieller Gerichtshof für die Wiedergutmachung nationalsozialistischen Unrechts.

## Geschichte
Das Gericht wurde durch das Gesetz Nr. 25 der Alliierten Kommandatura zum 1. Juli 1953 errichtet. Zuständig war es zunächst als oberste Instanz für Rechtsstreitigkeiten um die Rückerstattung von Vermögensgegenständen, die während der Zeit des Nationalsozialismus im Gebiet von West-Berlin aus Gründen der rassischen, politischen oder religiösen Diskriminierung den betroffenen Opfern entzogen wurden. 1957 wurde die Zuständigkeit des Gerichts durch das Bundesrückerstattungsgesetz auf alle Rückerstattungsansprüche gegen das Deutsche Reich wegen der Entziehung von Vermögenswerten im Ausland erweitert.
Neben dem Obersten Rückerstattungsgericht für Berlin bestand das in Herford (später: München) ansässige Oberste Rückerstattungsgericht, dessen Bezirk sich auf Westdeutschland erstreckte.
Bis 1974 wurden von insgesamt 783.393 Rückerstattungsverfahren etwa 7.000 Fälle am Obersten Rückerstattungsgericht für Berlin bearbeitet.
Durch Gesetz vom 17. Dezember 1990 wurde anlässlich der Wiedervereinigung Deutschlands das einzige beim Gericht noch anhängige Verfahren auf den Bundesgerichtshof übergeleitet und das Gericht aufgehoben.

## Status und Zusammensetzung

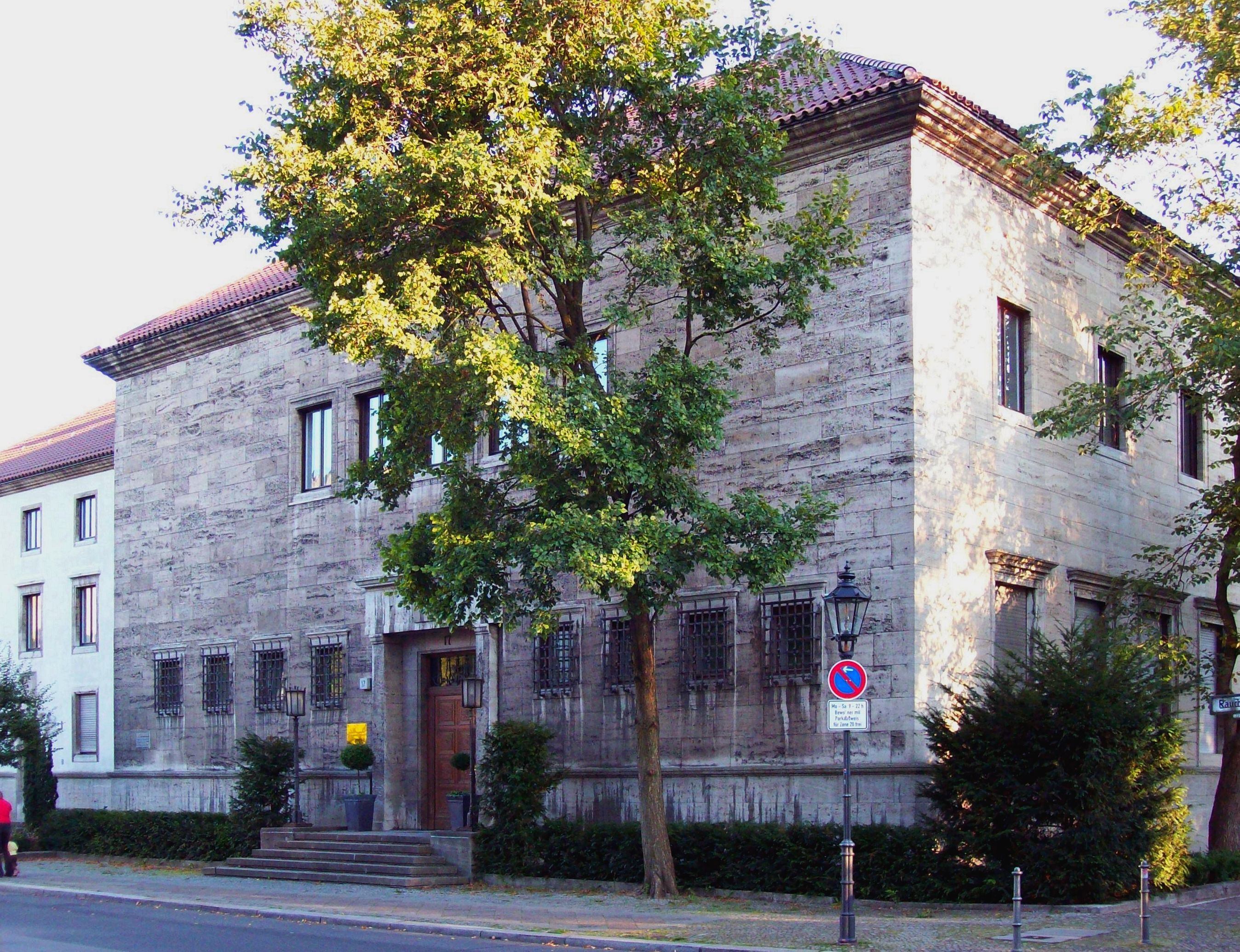
Ehemaliger Sitz des Gerichts in der Rauchstraße 17/18 in Berlin-Tiergarten

Das Gericht stand außerhalb der deutschen Gerichtsorganisation und leitete seine Befugnisse aus Besatzungsrecht ab.
Das Gericht bestand aus sieben Mitgliedern. Der Präsident wurde gemeinsam von der Alliierten Kommandatura und dem Senat von Berlin ernannt. Der Präsident durfte weder Deutscher noch Staatsangehöriger der drei Westmächte sein. Erster Präsident war der schwedische Richter Torsten Salén, ihm folgte 1965 der Schwede Ivan Wallenberg. Jeder Stadtkommandant in West-Berlin ernannte zudem einen Richter, drei Richter wurden vom Senat von Berlin bestimmt.
Verhandlungssprachen waren neben Deutsch auch Englisch und Französisch. Das Gericht gab bis 1988 eine eigene Entscheidungssammlung heraus (Abkürzung: ObREG Bln.; gebräuchlich ist auch ORGE).

## Gebäude
Das Gericht hatte seinen Sitz im ehemaligen Gebäude der Jugoslawischen Gesandtschaft in der Rauchstraße 17/18 in Berlin-Tiergarten. Das Gebäude befindet sich zum Teil auf einem Grundstück, zu dessen Verkauf die Familie von Paul Mendelssohn-Bartholdy gezwungen wurde. 1964 sprach das ORG selbst ein Urteil über die Entschädigung der ehemaligen jüdischen Eigentümer. Das Gebäude wird heute von der Deutschen Gesellschaft für Auswärtige Politik genutzt.